# Montfaucon-Montigné
Montfaucon-Montigné är en kommun i departementet Maine-et-Loire i regionen Pays de la Loire i nordvästra Frankrike. Kommunen ligger i kantonen Montfaucon-Montigné som tillhör arrondissementet Cholet. År 2018 hade Montfaucon-Montigné 2 262 invånare.

## Befolkningsutveckling
Antalet invånare i kommunen Montfaucon-Montigné
| Referens: INSEE |